# 埃爾阿里諾
埃爾阿里諾（西班牙語：El Harino），是巴拿馬的城鎮，位於該國中部，由科克萊省的拉平塔達區負責管轄，面積252.1平方公里，海拔高度252米，2010年人口5,455，人口密度每平方公里21.6人。